# Emilia-Romagna Open
Emilia-Romagna Open – kobiecy turniej tenisowy kategorii WTA 250 zaliczany do cyklu WTA Tour i męski turniej kategorii ATP Tour 250 zaliczany do cyklu ATP Tour, rozgrywany na kortach ceglanych w Parmie.
Mężczyźni rywalizowali w sezonie 2021, a kobiety w sezonach 2021–2022.

## Mecze finałowe

### Gra pojedyncza mężczyzn
| Rok  | Zwycięzca       | Finalista        | Wynik    |
| 2021 | Sebastian Korda | Marco Cecchinato | 6:2, 6:4 |

### Gra pojedyncza kobiet
| Rok  | Zwyciężczyni | Finalistka   | Wynik    |
| 2022 | Majar Szarif | Maria Sakari | 7:5, 6:3 |
| 2021 | Coco Gauff   | Wang Qiang   | 6:1, 6:3 |

### Gra podwójna mężczyzn
| Rok  | Zwycięzcy                      | Finaliści                          | Wynik    |
| 2021 | Simone Bolelli Máximo González | Oliver Marach Aisam-ul-Haq Qureshi | 6:3, 6:3 |

### Gra podwójna kobiet
| Rok  | Zwyciężczynie                        | Finalistki                  | Wynik          |
| 2022 | Anastasia Dețiuc Miriam Kolodziejová | Arantxa Rus Tamara Zidanšek | 1:6, 6:3, 10–8 |
| 2021 | Coco Gauff Catherine McNally         | Darija Jurak Andreja Klepač | 6:3, 6:2       |